# Confuciustempel van Peking
De Confuciustempel van Peking is de op een na grootste Confuciustempel in China. De grootste is in Qufu, de jiaxiang van Confucius.
Deze tempel werd in 1302 gebouwd. Keizerlijke mandarijnen betuigden hier hun respect aan Confucius tot 1911. Het jaar dat Republiek China werd opgericht en het mandarijnenapparaat afschafte. Het terrein is twee keer vergroot (tijdens de Ming- en Qing-dynastie). Nu heeft het terrein een grootte van 2 hectare. Van 1981 tot 2005 huisde de tempel een deel van de collectie van het Capital Museum. De Confuciustempel van Beijing ligt aan de Guozijianstraat, vlak bij de Keizerlijke Academie.